# Manu Sarabia
Manuel Sarabia López, más conocido como Manu Sarabia (Abanto y Ciérvana, Vizcaya, 9 de enero de 1957), es un exfutbolista y entrenador español. Jugaba de delantero centro y desarrolló la mayor parte de su carrera profesional en el Athletic Club de la Primera División de España. Es comentarista en los partidos de la Segunda División de España para Movistar+.

## Trayectoria

### Como jugador
Su familia era originaria de Torres (Jaén). Su hermano Lázaro, doce años mayor que él, estuvo a punto de fichar por el Athletic Club a mediados de los años 60, pero el hecho de no haber nacido en el País Vasco hizo que no se pudiera formalizar.
Tras dar sus primeros pasos en la Sociedad Deportiva San Pedro de Sestao, en 1974, con 18 años, entró en la disciplina del Athletic Club. Pasó dos temporadas en el filial, el Bilbao Athletic, siendo un destacado goleador en la segunda de ellas (diecinueve goles). Debutó con el primer equipo, bajo las órdenes de Koldo Aguirre, el 19 de septiembre de 1976 en un Athletic-Málaga C. F. que terminó con empate a uno. Koldo, que había sido su entrenador en el filial, no le dio muchas oportunidades (tres partidos) en una temporada en la que el Athletic alcanzó dos finales (UEFA y Copa del Rey). Así que, en la temporada 1977-78 fue cedido al Barakaldo C. F., donde logró catorce goles, dos menos que otro cedido por el club bilbaíno como Bengoetxea. A su vuelta al club bilbaíno, le costó hacerse con un hueco en el equipo titular tanto con Aguirre como, sobre todo, con el austriaco Helmut Senekowitsch.
Fue uno de los integrantes del histórico equipo bilbaíno que, a comienzos de los años 1980, conquistó dos Ligas (1982-83 y 1983-84), una Copa del Rey (1983-84) y una Supercopa (1984-85). Durante la temporada 1985-86 vivió un grave conflicto con su entrenador, Javier Clemente. Sarabia era un jugador de gran calidad técnica e individual, sin embargo, el técnico le solía utilizar como revulsivo. Durante el periodo de mayor tensión, el jugador fue apartado del equipo. Finalmente, el club decidió destituir al técnico en enero de 1986.
Tras este conflicto, Sarabia continuó en el club dos temporadas más. Durante su estancia de doce temporadas en el club, logró 118 goles en 382 partidos. Después militó tres temporadas en el C. D. Logroñés, tras las cuales abandonó definitivamente la práctica del fútbol en 1991.

### Como entrenador
Fue entrenador del Bilbao Athletic en las últimas once jornadas de la temporada 1994-95, cuando Amorrortu ascendió al primer equipo. Continuó en el cargo la temporada siguiente, sufriendo el descenso de categoría, y parte de la temporada 1996-97. A mediados de la temporada 1999-00 fue requerido por el Club Deportivo Badajoz, en Segunda División, para terminar la temporada en lugar del cesado Juan Generelo. A mitad de la campaña 2001-02 fue el C. D. Numancia el que le contrató y Sarabia consiguió que el equipo soriano matuviese la categoría, por lo que fue renovado. Sin embargo, fue destituido poco después de iniciar la siguiente temporada, con el equipo en las últimas posiciones de la clasificación.
Desde entonces, Sarabia ha ejercido de comentarista deportivo para Canal + y Movistar+.

## Selección nacional
Fue internacional sub-21 en dos ocasiones, además de disputar cuatro partidos con la selección olímpica. 
Debutó con la Selección absoluta, el 16 de febrero de 1983, en un partido contra los Países Bajos. 
Fue internacional con España en 15 partidos, en los que marcó dos goles, uno de ellos en el histórico 12 a 1 de España a Malta de 1983 y que permitió a los españoles clasificarse para la Eurocopa 1984. Sarabia fue uno de los integrantes del combinado español que se proclamó subcampeón de este torneo. Jugó tres partidos en el campeonato, incluidos los trece últimos minutos de la final contra Francia, tras saltar al campo en sustitución de Julio Alberto
El 18 de diciembre de 1985 vistió por última vez la camiseta de la roja, en una victoria por 2-0 ante Bulgaria.

## Clubes

### Como jugador
| Club            | País   | Año       | Partidos | Goles |
| --------------- | ------ | --------- | -------- | ----- |
| Bilbao Athletic | España | 1974-1976 | 56       | 22    |
| Athletic Club   | España | 1976-1977 | 3        | 0     |
| Barakaldo C. F. | España | 1977-1978 | 33       | 16    |
| Athletic Club   | España | 1978-1988 | 379      | 118   |
| C. D. Logroñés  | España | 1988-1991 | 79       | 18    |

### Como entrenador
| Club                   | País   | Año       |
| ---------------------- | ------ | --------- |
| Bilbao Athletic        | España | 1995-1997 |
| Club Deportivo Badajoz | España | 2000      |
| C. D. Numancia         | España | 2002      |

## Palmarés

### Nacional
| Título              | Club          | País   | Año  |
| ------------------- | ------------- | ------ | ---- |
| Liga española       | Athletic Club | España | 1983 |
| Liga española       | Athletic Club | España | 1984 |
| Copa del Rey        | Athletic Club | España | 1984 |
| Supercopa de España | Athletic Club | España | 1984 |

### Internacional
- Subcampeón de la Eurocopa (1): 1984.
- Subcampeón de la Copa de la UEFA (1): 1976-77.